# Francesco Pieri
Pour les articles homonymes, voir Pieri.
Francesco Pieri, né le 30 mars 1982 à Prato en Italie, est un joueur italien de volley-ball. Il mesure 1,85 m et joue libero.

## Clubs
| Club                  | Pays   | De        | À         |
| --------------------- | ------ | --------- | --------- |
| INA Assitalia Pistoia | Italie | 2000-2001 | 2001-2002 |
| Biella Volley         | Italie | 2002-2003 | 2002-2003 |
| Spezia Volley         | Italie | 2003-2004 | 2003-2003 |
| Codyeco S.Croce       | Italie | 2004-2005 | 2007-2008 |
| Bre Banca Cuneo       | Italie | 2008-2009 | 2008-2009 |

## Palmarès
- Coppa Italia A2 : 2005